# 루크리셔 모트
루크리셔 모트(Lucretia Mott, 혼전 성 커핀 Coffin, 1793년 1월 3일 ~ 1880년 11월 11일)는 미국의 퀘이커교도, 노예제 폐지론자, 여권활동가, 사회 개혁운동가이다. 1840년 런던에서 열린 세계 반노예제 회의에서 여성임을 이유로 발언권이 주어지지 않자 여성의 사회적 권리를 개선하기 위한 활동에 나섰다. 1848년 제인 헌트의 초청을 받아 여성 권리에 대한 첫 회의인 세네카 폴스 대회를 이끌었다.
퀘이커 전도사였던 모트는 달변가로 미국의 중요한 노예폐지론자, 여성주의자이자 개혁가로 자리매김하였다. 모트는 흑인 남성과 여성이 모두 선거권을 가져야 한다고 주장하였으며 남편인 제임스 모트(James Mott)와 함께 지하철도 은신처를 운영했다. 또한 펜실베이니아 여성 의과대학과 스와스모어 칼리지의 설립을 도왔으며 필라델피아 여성 디자인 학교의 기금을 모금하였다. 오늘날 펜실베이니아주 몽고메리군에 소재한 모트의 생가가 있던 곳은 모트를 기려 라 모트(La Mott)라 불리고 있다.